# Julio Balmaceda
Julio Balmaceda, argentinski plesalec.
Balmaceda je znani plesalec argentinskega tanga, sin legendarnega plesalca tanga, Miguela Balmacede preko katerega se je že v rani mladosti seznanil s tangom.
Po očetovi smrti, leta 1991 je Julio prevzel njegovo delo in poučeval v prestižnih salonih Buenos Airesa, Canningu, Griselu, Almagru, ter v salonih La galeria del Tango in El Parakultural, ki ga je leta 1993 odprl skupaj z Omarjem Violo in Mario Pantuzo. Med njegovimi učenci je bil tudi slavni Pablo Veron. Leta 1996 je začel sodelovati s plesalko Corino de la Rosa s katero v Buenos Airesu poučujeta v plesni šoli Canning in se kot plesalca in učitelja udeležujeta različnih internacionalnih festivalov tanga po vsem svetu. S Corino sta leta 1997 kot člana predstave Nueva Compañía Tangueros v sodelovanju z glasbeno skupino Color Tango imela trinajst plesnih predstav na turneji po Italiji. Leta 1998 sta v sodelovanju z družbo Forever Tango nastopala na Broadwayu. Leta 2003 sta kot koreografa in plesalca sodelovala v plesni predstavi Tango Saraza . Leta 2004 pa sta nastopila v predstavi Corazoneando posvečeni glasbenemu mojstru tanga Osvaldu Puglieseju.